# Xa lộ Liên tiểu bang 16
Xa lộ Liên tiểu bang 16 (tiếng Anh: Interstate 16 hay viết tắt là I-16), cũng còn được biết đến với những tên sau: Xa lộ Công viên Jim Gillis Historic Savannah và Xa lộ Tiểu bang 404, là một xa lộ liên tiểu bang nội tiểu bang, nằm hoàn toàn bên trong tiểu bang Georgia của Hoa Kỳ. I-16 chạy từ phố chính của thành phố Macon tại Xa lộ Liên tiểu bang 75 đến phố chính của thành phố Savannah tại Đường Montgomery (Lối ra số 167B).
Xa lộ liên tiểu bang cùng chạy chung đường với xa lộ không biển dấu là Xa lộ Tiểu bang 404 mặc dù xa lộ tiểu bang lại có một xa lộ nhánh ngắn có cắm biển dấu.

## Mô tả xa lộ

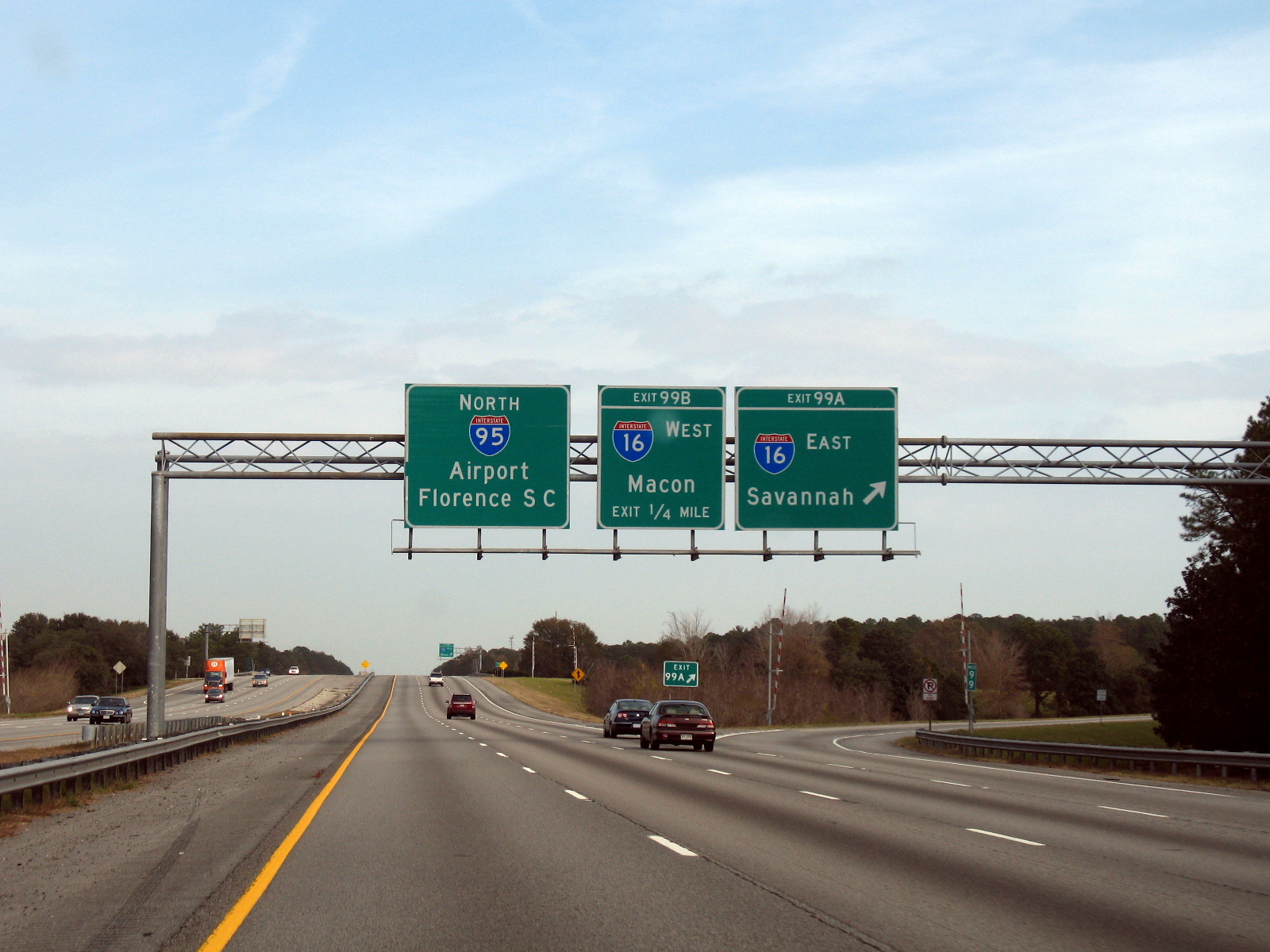
Biển báo Xa lộ Liên tiểu bang 16

I-16 phục vụ như một con đường di tản tránh bão cho thành phố Savannah và các vùng duyên hải khác. Xa lộ được thiết kế để có thể chuyển đổi chiều theo kiểu cổng xe lửa để chặn hầu hết các lối vào và đường dẫn đi ra đối với các làn xe đi hướng đông. Có các đường dẫn ra ngoài không có cổng, có thể nói đây là các lối vào và các lối ra dành cho các làn xe đổi chiều. Ngay phía đông của Lối ra 42 có lối băng ngang qua xa lộ cao tốc để tất cả xe cộ đi hướng đông quay ngược lại chiều đi hướng tây.
Ở đông nam thành phố Macon, I-16 đi qua Tượng đài Quốc gia Ocmulgee nhưng không có lối vào trực tiếp. Du khách phải rời xa lộ trước hết bằng Lối ra Phố Colliseum (Quốc lộ Hoa Kỳ 80).

## Lịch sử
Phần cuối cùng của xa lộ được thông xe ngày 22 tháng 9 năm 1978. Đoạn này chạy qua Quận Emanuel, Quận Candler, và Quận Bulloch hoàn thành việc nối liền phố chính thành phố Macon và phố chính thành phố Savannah.
Cho đến năm 2000, tiểu bang Georgia vẫn sử dụng hệ thống số thứ tự cho nút giao thông lập thể trên tất cả xa lộ liên tiểu bang đi qua tiểu bang mình. Lối ra đầu tiên trên mỗi xa lộ sẽ bắt đầu bằng số "1" và tăng dần thứ tự với mỗi lối ra kế tiếp. Năm 2000, Bộ Giao thông Georgia chuyển đổi sang hệ thống dựa vào số dặm theo đó số lối ra tương ứng với mốc dặm gần nhất.
Năm 2001 Lập pháp Georgia thông qua một nghị quyết, đặt tên cho một nút giao thông lập thể nằm ở nơi giao cắt với Đại lộ Martin Luther King, Jr. trong thành phố Savannah là Nút giao thông lập thể Earl T. Shinhoster đển vinh danh Earl Shinhoster, một nhà hoạt động nhân quyền người Mỹ gốc châu Phi. Nút giao thông lập thể này nằm tại trung tâm văn hóa và kinh tế cho người Mỹ gốc châu phi tại thành phố Savannah.
Năm 2003, Lập pháp Georgia thông qua một nghị quyết đặt tên Xa lộ Liên tiểu bang 16 là Xa lộ Công viên Jim Gillis Historic Savannah để vinh danh James L. Gillis, Sr., một đảng viên Dân chủ phục vụ trong các vai trò Dân biểu Tiểu bang, Thượng nghị sĩ Tiểu bang, và Giám đốc Bộ Giao thông Georgia.  Các con trai của Gillis là Hugh và James, Jr., cũng từng phục vụ trong vai trò các nhà lập pháp tiểu bang thuộc đảng Dân chủ.  Hugh là dân biểu tiểu bang từ năm 1941 đến 1953 và thượng nghị sĩ tiểu bang từ 1953 đến 1955 và từ năm 1963 đến 2005. James, Jr. là thượng nghị sĩ tiểu bang từ năm 1945 đến 1946.

## Các xa lộ phụ
Xa lộ Tiểu bang nhánh ngắn 404 là một xa lộ ngắn chạy từ lối ra số 166 của I-16 về hướng bắc dọc theo Quốc lộ Hoa Kỳ 17 đến ranh giới tiểu bang South Carolina.  Khi con số của xa lộ này cho thấy, nó là xa lộ nhánh phụ của Xa lộ Tiểu bang 404, một xa lộ không có biển dấu chạy suốt chiều dài của I-16.